# Mario Parra
Mario Alejandro Parra Pérez (Santiago, Región Metropolitana de Santiago, Chile, 9 de enero de 1993) es un futbolista chileno. Juega de defensa y su último club fue el Cobreloa de la Primera B de Chile.

## Trayectoria
Formado en las divisiones inferiores de Palestino donde llegó a ser campeón a nivel juvenil, nunca pudo llegar a hacerse un lugar en el primer equipo por lo cual partiría a préstamo a San Antonio Unido de la Segunda División Profesional, donde lograría debutar.
En el SAU tendría regularidad y convertiría varios goles, teniendo un fallido traspaso a Rangers de la Primera División finalizada su primera temporada, su siguiente torneo sería igual de bueno lo que lo llevaría de regreso a su club formador donde disputaría algunos partidos de la Copa Chile 2014/15 pero nuevamente no sería tomado en cuenta para el plantel de honor.
Finalmente para la Temporada 2014/15 partiría a préstamo a Deportes La Serena de la Primera B donde se convertiría en uno de los pilares del equipo siendo además considerado en su segunda temporada como uno de los mejores defensas de la división por lo cual a mediados de 2016 llegaría a préstamo al Santiago Wanderers de la Primera División donde rápidamente se posicionaría como titular junto a Mario López, viviendo además una polémica ya que durante un acto de homenaje por la Tragedia de Chapecoense habría tapado la insignia de Everton de Viña del Mar, lo que le significaría un castigo por parte de la ANFP, terminada esta sanción tomaría revancha al retornar justamente para el Clásico Porteño del Clausura 2017, donde anotó el gol del empate en Sausalito, tras ir abajo por dos goles.

## Selección nacional
Ha sido internacional con la Selección de fútbol sub-15 de Chile que disputó el Campeonato Sudamericano Sub-15 de 2007 y con la Selección sub-17 que disputó el Campeonato Sudamericano Sub-17 de 2009 donde solo jugaría un partido frente a Argentina en el cual fue expulsado.

## Estadísticas

### Clubes
| Club                       | Div.       | Temporada  | Liga  | Liga  | Copas nacionales | Copas nacionales | Torneos internacionales | Torneos internacionales | Total | Total |
| Club                       | Div.       | Temporada  | Part. | Goles | Part.            | Goles            | Part.                   | Goles                   | Part. | Goles |
| -------------------------- | ---------- | ---------- | ----- | ----- | ---------------- | ---------------- | ----------------------- | ----------------------- | ----- | ----- |
| San Antonio Unido · Chile  | 3ª         | 2013       | 19    | 7     | —                | —                | —                       | —                       | 19    | 7     |
| San Antonio Unido · Chile  | 3ª         | 2013-14    | 20    | 2     | —                | —                | —                       | —                       | 20    | 2     |
| San Antonio Unido · Chile  | Total club | Total club | 39    | 9     | 0                | 0                | 0                       | 0                       | 39    | 9     |
| Palestino · Chile          | 1ª         | 2014-15    | —     | —     | 4                | 0                | —                       | —                       | 4     | 0     |
| Palestino · Chile          | Total club | Total club | 0     | 0     | 4                | 0                | 0                       | 0                       | 4     | 0     |
| Deportes La Serena · Chile | 2ª         | 2014-15    | 33    | 0     | —                | —                | —                       | —                       | 33    | 0     |
| Deportes La Serena · Chile | 2ª         | 2015-16    | 30    | 6     | 4                | 0                | —                       | —                       | 34    | 6     |
| Santiago Wanderers · Chile | 1ª         | 2016-17    | 22    | 1     | 1                | 0                | —                       | —                       | 23    | 1     |
| Santiago Wanderers · Chile | Total club | Total club | 22    | 1     | 1                | 0                | 0                       | 0                       | 23    | 1     |
| Deportes La Serena · Chile | 2ª         | 2017       | 11    | 0     | —                | —                | —                       | —                       | 11    | 0     |
| Deportes La Serena · Chile | Total club | Total club | 74    | 6     | 4                | 0                | 0                       | 0                       | 78    | 6     |
| Cobreloa · Chile           | 2.ª        | 2018       | 18    | 1     | 7                | 2                | —                       | —                       | 25    | 3     |
| Curicó Unido · Chile       | 1.ª        | 2019       | 9     | 1     | 2                | 1                | —                       | —                       | 11    | 2     |
| Curicó Unido · Chile       | Total club | Total club | 9     | 1     | 2                | 1                | 0                       | 0                       | 11    | 2     |
| Deportes Valdivia · Chile  | 2.ª        | 2020       | 21    | 2     | 0                | 0                | —                       | —                       | 21    | 2     |
| Deportes Valdivia · Chile  | Total club | Total club | 21    | 2     | 0                | 0                | 0                       | 0                       | 21    | 2     |
| Cobreloa · Chile           | 2.ª        | 2021       | 15    | 0     | 2                | 0                | —                       | —                       | 17    | 0     |
| Cobreloa · Chile           | Total club | Total club | 33    | 1     | 9                | 2                | 0                       | 0                       | 42    | 3     |
| Total club                 | Total club | Total club | 198   | 20    | 20               | 3                | 0                       | 0                       | 218   | 23    |
| 1. 2.                      |            |            |       |       |                  |                  |                         |                         |       |       |

### Resumen estadístico
| Competición                  | Partidos | Goles |
| ---------------------------- | -------- | ----- |
| Primera División             | 22       | 1     |
| Primera B                    | 63       | 6     |
| Segunda División Profesional | 39       | 9     |
| Copa Chile                   | 9        | 0     |
| Selección Chilena sub-17     | 1        | 0     |
| Total                        | 134      | 16    |